# Stefania Brill
Stefania Brill (ur. 1922 w Gdańsku, zm. 1992 w São Paulo) – brazylijska artystka fotograf, krytyk sztuki, z wykształcenia chemik.

## Życiorys
Urodziła się w polskiej rodzinie zamieszkującej Wolne Miasto Gdańsk. Po zakończeniu II wojny światowej Stefania Brill wyjechała do Belgii, gdzie studiowała chemię w Université Libre de Bruxelles, studia ukończyła w 1950. Emigrowała do Brazylii i w 1955 przyjęła tamtejsze obywatelstwo. Zamieszkała w São Paulo i przez trzynaście lat pracowała w zawodzie chemika. W 1969 rozpoczęła naukę w szkole fotograficznej Enfoco, po jej ukończeniu zaangażowała się w propagowanie brazylijskiej fotografii artystycznej. W drugiej połowie lat 70. XX wieku stała się znanym krytykiem sztuki i kuratorem sztuki fotograficznej. W 1978 i 1979 była zaangażowana w organizację „Spotkań z fotografią” w Campos do Jordão. W 1990 nadzorowała powstawanie Domu Fotografii Fuji, a rok później galerii Nafoto – Núcleo dos Amigos da Fotografia. Brała udział w sympozjum związanym z fotografią artystyczną w Ameryce Łacińskiej, które odbyło się w mieście Meksyk. W paryskim Centre Georges Pompidou odbyły dwie wystawy indywidualne fotografii Stefanii Brill. Była autorką książek o tematyce związanej z fotografią artystyczną: Entre (1974), A Arte do caminhão (1981) napisana wspólnie z Bobem Wolfensonem oraz zbiór esejów pod wspólnym tytułem Notas (1987).